# Svenska Bio

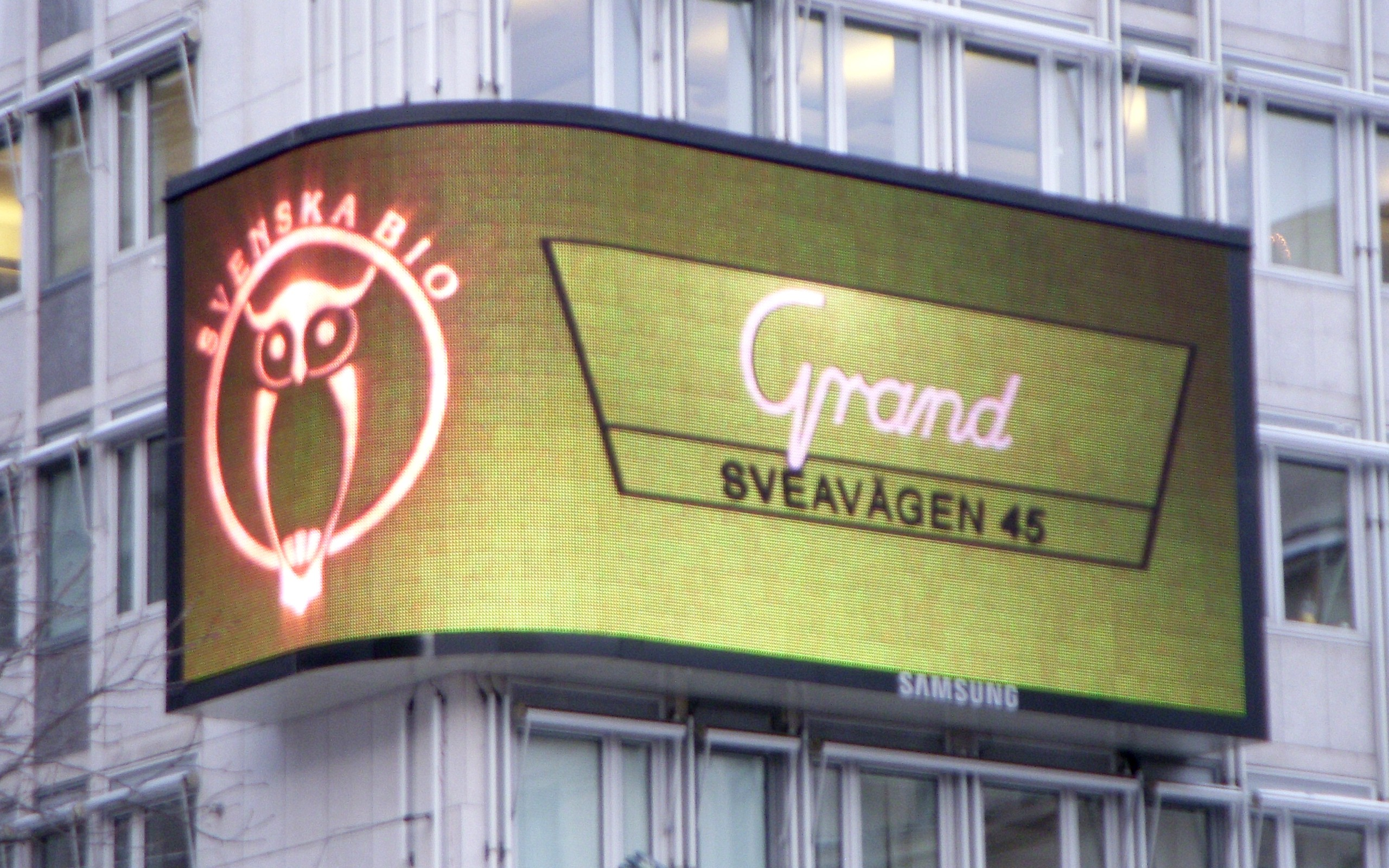
Logotype de Svenska Bio.

Svenska Bio est une chaîne de salles de cinéma en Suède. La société a été fondée en 1987, et est issue de la fusion de la chaîne de cinéma Fornstams Biografer et de plusieurs cinémas de province de la Svensk Filmindustri.
Lors du dépôt de bilan de l'exploitant de salles suédois Astoria Cinemas en 2007, Svenska Bio fait l'acquisition du Victoria et du Grand, deux salles de cinéma à Stockholm.

## Sources
- (sv) Cet article est partiellement ou en totalité issu de l’article de Wikipédia en suédois intitulé « Svenska Bio » (voir la liste des auteurs).